# Anse Saint-Jean
L’anse Saint-Jean est une baie située sur la rive sud de la rivière Saguenay à L'Anse-Saint-Jean, dans la municipalité régionale de comté (MRC) de Le Fjord-du-Saguenay, au Québec, Canada.

## Géographie
Perpendiculaire à la rivière Saguenay, cette anse fait 2,3 km de large par 2,8 km de long. Y coule la rivière Saint-Jean.
L'entrée de cette baie est bornée par la "Pointe au Bœuf" (située à l'ouest) et "la Grande Pointe" (située à l'Est).

## Histoire
Située entre l'anse du Petit Saguenay (côté est) et la baie Éternité (côté ouest), l'Anse Saint-Jean est un havre pour la navigation de plaisance en cas de grosses vagues.

## Galerie photographique

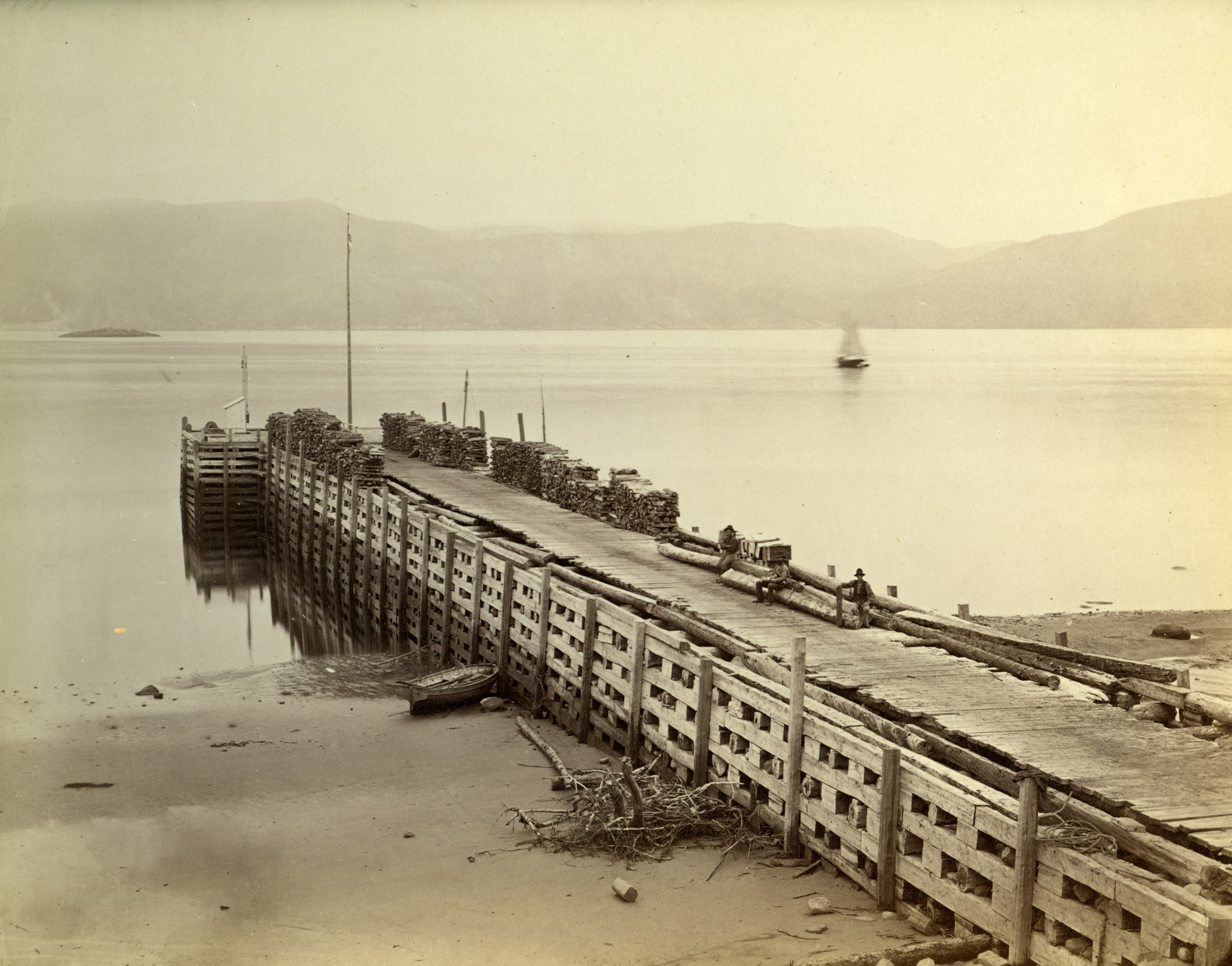
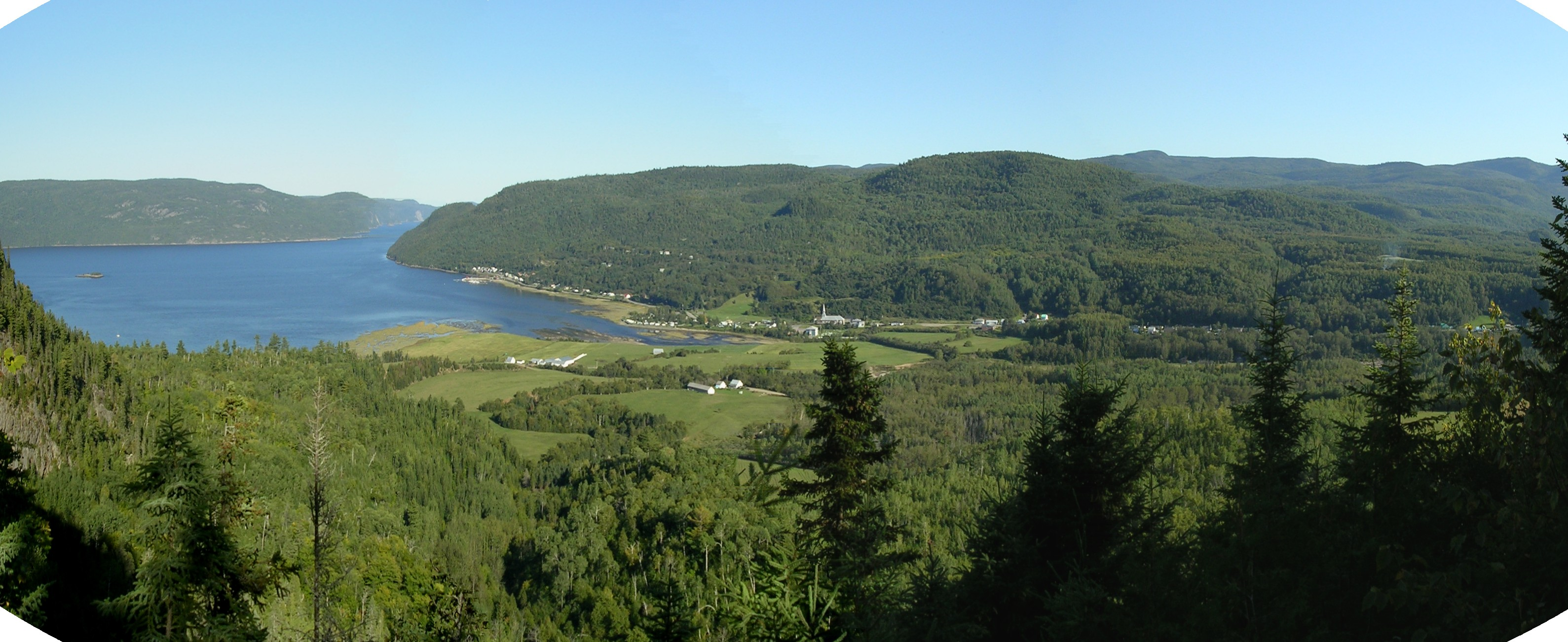